# Ofelia Machado Bonet
Ofelia Machado Bonet (Rivera, 25 de diciembre de 1908 - 1987) fue una escritora, docente y activista feminista uruguaya.

## Biografía
Ejerció como profesora de literatura y luego como inspectora en esa área en enseñanza secundaria entre 1949 y 1964.
Tuvo una decisiva militancia en el feminismo uruguayo y fundó Instituciones y movimientos por los derechos de la mujer. Publicó, entre otras, las siguientes obras: Actuación femenina, Hacia la revolución del siglo, La mujer y el desarrollo, Status de la mujer en el Uruguay, Un ángel de bolsillo. Situación actual de la mujer.

## Obras

### Ensayos
- 1942, José Martí
- 1944, Delmira Agustini
- 1949, Ibsen

### Poesías
- Allegro Scherzando
- Andante

### Narrativa
- Un ángel de bolsillo
- La emboscada del sueño
- Mujeres y nadie